# Choristhemis olivei
Choristhemis olivei là loài chuồn chuồn trong họ Synthemistidae. Loài này được Tillyard mô tả khoa học đầu tiên năm 1909.